# Harold Johnson
John Harold Johnson (ur. 9 sierpnia 1928 w Manayunk w Pensylwanii, zm. 19 lutego 2015 w Filadelfii) – amerykański bokser, zawodowy mistrz świata kategorii półciężkiej.

## Życiorys
Kariera pięściarska Johnsona trwała ćwierć wieku. Rozpoczął ją w 1946. Wygrał pierwsze 24 walki (w tym z wysoko notowanym Arturo Godoyem), zanim 26 kwietnia 1949 w Filadelfii zmierzył się z przyszłym mistrzem świata wagi półciężkiej Archie Moore'em. Moore wygrał po 10 rundach na punkty. Była to pierwsza z pięciu walk między tymi pięściarzami. Johnson wygrał następnie m.in. z Jimmym Bivinsem w październiku 1949, a 8 lutego 1950 w Filadelfii znokautował go Jersey Joe Walcott.
Na przełomie 1951 i 1952 Johnson stoczył trzy walki z Moore'em z których 1 wygrał i 2 przegrał. Potem pokonał takich bokserów, jak Bob Satterfield (z którym również przegrał) i Nino Valdes, a 8 września 1953 wygrał w Filadelfii z byłym mistrzem świata wagi ciężkiej Ezzardem Charlesem. Po wygraniu kolejnych 5 walk otrzymał szansę walki o tytuł mistrza świata w wadze półciężkiej, którego bronił Moore. W ich piątej (i ostatniej) walce, stoczonej w Madison Square Garden w Nowym Jorku, Moore przegrywał do początku 14. rundy (w 10. rundzie był nawet na deskach), ale w przedostatniej rundzie zaatakował i zwyciężył przez techniczny nokaut. Dwa miesiące później Johnson niespodziewanie został znokautowany w 2. rundzie przez Oakland Billy'ego Smitha. Pomimo tej porażki z sukcesem kontynuował karierę.
Pod koniec 1960 organizacja National Boxing Association wycofała uznanie dla Archiego Moore'a jako mistrza świata wagi półciężkiej, gdyż przez ponad rok nie bronił tytułu. Do walki o wakujący tytuł zostali wyznaczeni Johnson i Jesse Bowdry. 7 lutego 1961 w Miami Beach Johnson wygrał przez techniczny nokaut w 9. rundzie. Johnson wygrał w obronie tytułu z Vonem Clayem 24 kwietnia 1961 w Filadelfii przez TKO w 2. rundzie i z Eddiem Cottonem 29 sierpnia 1961 w Seattle na punkty. W międzyczasie pokonał znanego boksera wagi ciężkiej Eddiego Machena.
12 maja 1962 w Filadelfii Johnson wygrał na punkty z Dougiem Jonesem i został uznany za uniwersalnego mistrza świata w wadze półciężkiej. Broniąc tego pasa pokonał 23 czerwca 1962 w Berlinie Gustava Scholza, ale w następnej walce o tytuł przegrał po niejednogłośnym werdykcie z Willie Pastrano 1 czerwca 1963 w Las Vegas. Nigdy więcej nie walczył o tytuł, ale kontynuował karierę do 1971, wygrywając m.in. w 1968 z ówczesnym mistrzem Europy (EBU), niepokonanym dotąd Lotharem Stengelem.
Został wybrany w 1993 do Międzynarodowej Bokserskiej Galerii Sławy. Zmarł w Filadelfii 19 lutego 2015